# Horikawa Mototomo
Horikawa Mototomo (堀川基具, 1232 - 1297, conhecido também como Minamoto no Mototomo  ou Koga Mototomo  Daijō Daijin Horikawa), filho mais velho de Horikawa Tomozane, pertencia ao Ramo Horikawa (originário do Ramo Koga do Clã Minamoto).
Ingressou na Corte Imperial em 1237 durante o reinado do Imperador Shijo, em 1238 foi nomeado para o Kurōdodokoro em 1241 foi transferido para o Konoefu (Quartel da Guarda do Palácio) no ano seguinte serviu na Província de Bizen e em 1246 na Província de Owari. Em 1250 foi nomeado Sangi  e vice governador da Província de Sanuki no reinado do Imperador Go-Fukakusa. Em 1252 é promovido a Chūnagon e em 1271 a Dainagon já no reinado do Imperador Kameyama.
Mototomo serviu muitos anos como Dainagon o excesso de familiares do Sekkan que deveriam entrar para o ministério o impediram de prosperar, o que levou em 1284, no reinado do Imperador Go-Uda, a ser indicado para o cargo de ministro sem pasta. Por fim em 1289 foi promovido ao cargo de Daijō Daijin durante o reinado do Imperador Fushimi.
Em 1296 se torna monge budista e vem a falecer em meados de 1297 aos 65 anos de idade.
| Precedido por Takatsukasa Mototada | 51º Daijō Daijin (1289 - 1290) | Sucedido por Saionji Sanekane |